# Lazzaro Mocenigo
Lazzaro Mocenigo (Né à Venise le 9 juillet 1624  et mort aux Dardanelles le 17 juillet 1657) est un noble vénitien qui s'est distingué comme amiral pendant la guerre de Crète contre l'Empire ottoman.

## Biographie
Né à Venise ( San Stae ), Lazzaro Mocenigo est le deuxième des quatre fils de Giovanni di Antonio et Elena di Antonmaria Bernardo, veuve de Giorgio Contarini.Il a consacré sa vie au métier des armes sur la mer pour contrer la puissance turque. En 1650 à Naxos, blessé par une flèche au bras gauche et mutilé d'un doigt par une coup de mousquet, il continue à se battre avec acharnement,.
En 1645, la guerre contre les Turcs, lui permet de faire carrière. En 1650, il est capitaine de galère ( sopracomito ), et en 1654 il est capitaine d'une galéasse lors de la première expédition vénitienne aux Dardanelles.
Il se retrouve à la tête de toute la flotte (bien qu'officiellement sous le commandement du  provveditore Francesco Morosini, engagé dans la défense de la forteresse de Candie en Crète ). Le 21 juin 1655, il défait la flotte ottomane devant les Dardanelles, tandis qu'en 1656, il se distingue lors d'une assistance à la Crète. Au cours de cette bataille, il perd un œil, mais continue à se battre,. Il est surnommé Kor Kaptan (« Capitaine borgne ») par les Turcs,.
En 1657, il participe à la quatrième bataille des Dardanelles. Un coup de canon d'une batterie côtière turque provoque la chute d'un mât qui provoque sa mort.
Il fait partie de l'un des officiers de la marine vénitienne à avoir participé, à des degrés divers, à toutes les expéditions aux Dardanelles. Sa mort s’avère fatale pour le sort de l’alliance anti-ottomane. Avec sa mort, la bataille est perdue, le blocus vénitien rompu, provoquant une rupture entre Venise, Malte et les États pontificaux, tout en donnant aux Turcs le temps de préparer une contre-offensive réussie,.